# Kościół św. Anny w Wirowie
Kościół św. Anny w Wirowie – katolicki kościół filialny zlokalizowany we wsi Wirów w gminie Gryfino, w powiecie gryfińskim (województwo zachodniopomorskie). Jest filią parafii Matki Boskiej Różańcowej w Wełtyniu.

## Historia i architektura
Murowany czerwonej cegły, neoromański kościół zbudowany został na przełomie XIX i XX wieku. Sytuowany na planie prostokąta, kryty dwuspadowym dachem, nie posiada wyodrębnionego prezbiterium ani wieży. Szczyty zdobione są blendami i zwieńczone sterczynami. W elewacji frontowej umieszczone są drzwi wejściowe, nad którym znajdują się trzy okna, zamknięte ostrymi łukami. Wnętrze kościoła nakrywa płaski, belkowany strop drewniany. Nad wejściem umieszczona jest wsparta na słupach drewniana empora muzyczna. Na ogrodzonym kamiennym murem placu wokół kościoła znajduje się wolnostojąca dzwonnica.
Po II wojnie światowej kościół został konsekrowany jako świątynia katolicka w dniu 6 czerwca 1946 roku przez ks. Jana Palicę. Znajdujące się w ołtarzu obrazy, przedstawiające św. Annę Samotrzecią, św. Antoniego i św. Izydora, namalował w 1960 roku Stanisław Kostynowicz. W oknach kościoła wstawione są witraże, wykonane w 1975 roku przez Marię Powalisz-Bardońską.

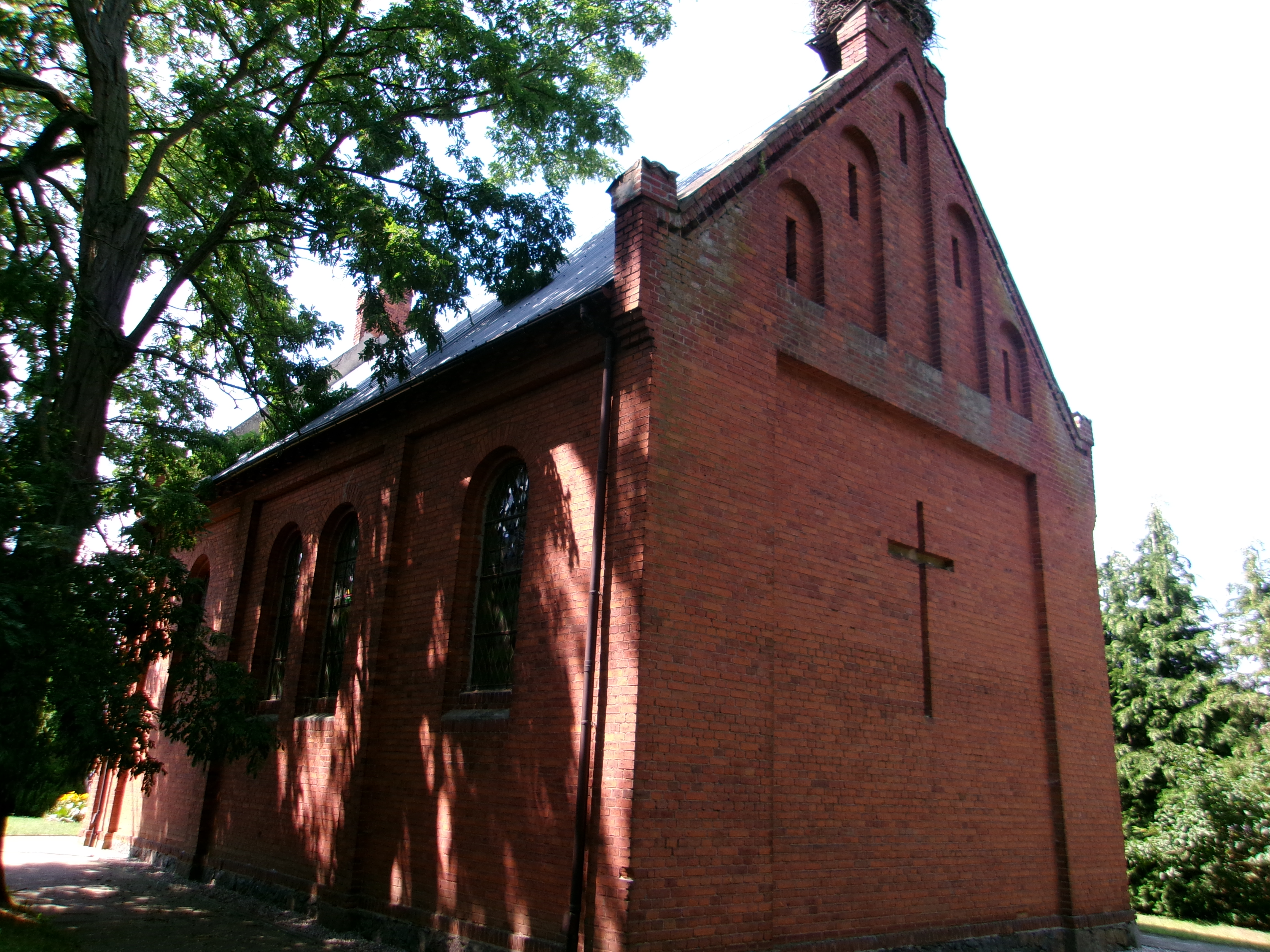
Tylna część kościoła
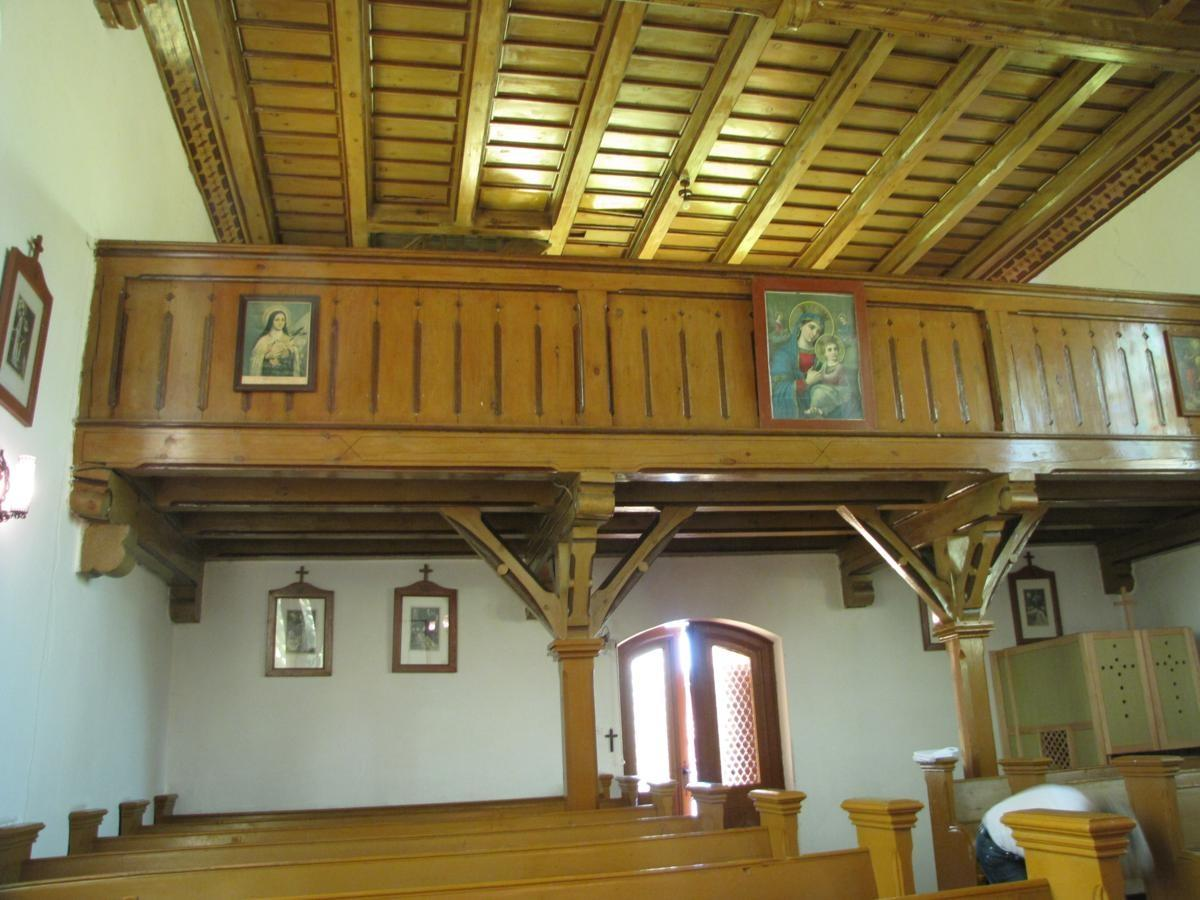
Empora
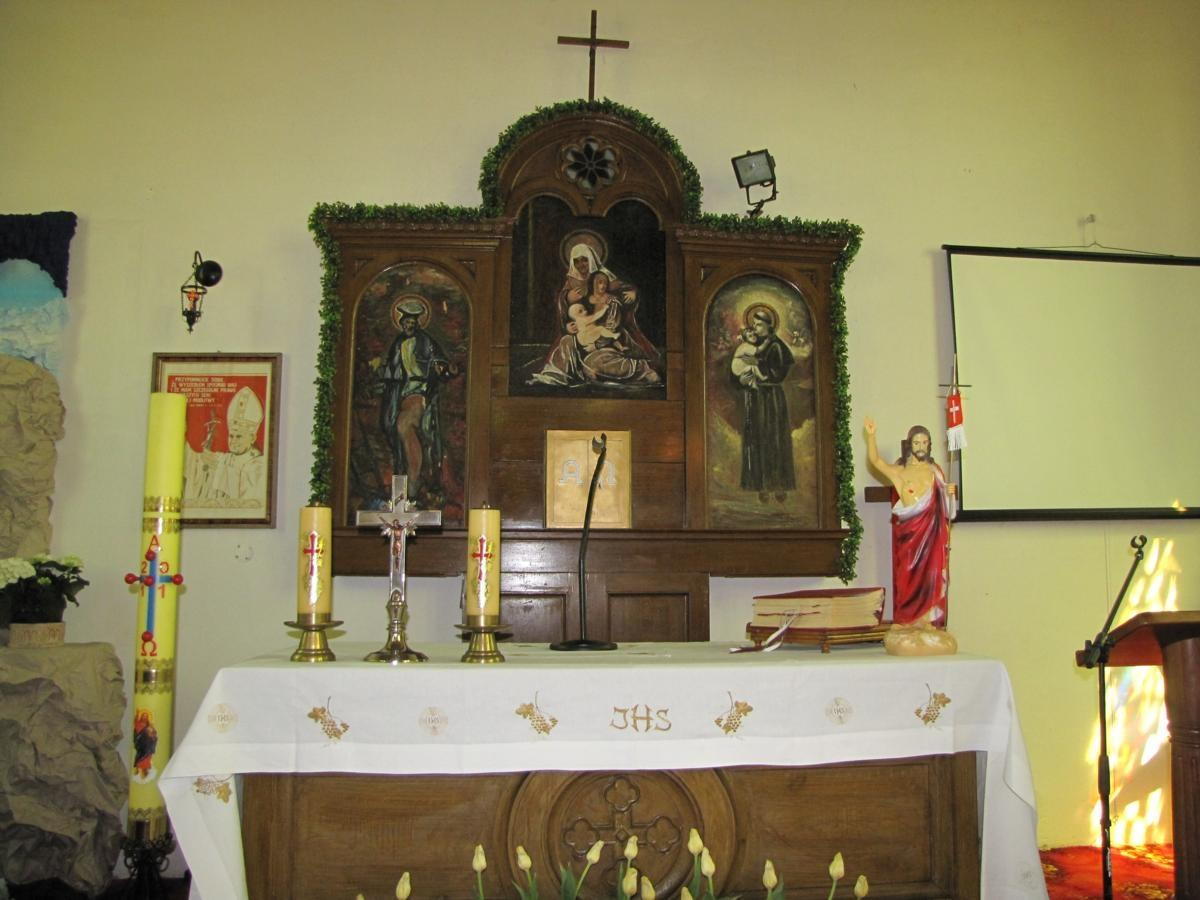
Ołtarz